# Mark Marabini
Mark Marabini (7 november 1964) is een triatleet uit Zimbabwe.
Marabini deed in 2000 mee aan de eerste triatlon op de Olympische Zomerspelen van Sydney. Na de langzaamste zwemtijd van 20:41,39 behaalde hij de eindstreep niet.